# Sumber Jaya Permai
Sumber Jaya Permai is een bestuurslaag in het regentschap Bangka Selatan van de provincie Bangka-Belitung, Indonesië. Sumber Jaya Permai telt 1442 inwoners (volkstelling 2010).